# Georges Cirot
Pour les articles homonymes, voir Cirot.
Georges-Eugène-Alfred Cirot, né le 25 février 1870 à Neuilly-sur-Seine, mort le 27 novembre 1946 à Bordeaux, est un historien, philologue et hispaniste français.

## Biographie
Élève de Ferdinand Brunot et d'Alfred Morel-Fatio à l'École normale supérieure de Paris, Georges Cirot enseigna de 1896 à 1937 à l'université de Bordeaux, de laquelle il fut ensuite doyen. Avec Ernest Mérimée (es) et Alfred Morel-Fatio, il fonda en 1888-1889 la prestigieuse revue Bulletin hispanique. Il dédia ses recherches principalement à l'historiographie espagnole, à la maurofilia dans la littérature espagnole du XVIIe siècle et à la communauté séfarade de Bordeaux.

## Sélection de publications
- Études sur l'historiographie espagnole. Mariana historien, Bordeaux, 1905
- Les Histoires générales d'Espagne, entre Alphonse X et Philippe II (1284-1556), Bordeaux, 1905
- Lorenzo de Padilla et la Pseudo-Histoire, Bordeaux, 1911
- (éditeur scientifique) Chronique latine des rois de Castille jusqu'en 1236, Bordeaux, 1913
- Les Juifs de Bordeaux : Leur situation morale et sociale de 1550 à la Révolution, Bordeaux, 1920 [lire en ligne]
- De codicibus aliquot ad historiam Hispaniae antiquae pertinentibus olimque ab Ambrosio de Morales adhibitis, Féret, 1924
- (éditeur scientifique) La vida de la Madre Teresa de Jesus, escrita de su misma mano, 3 vol., Strasbourg, 1924-1929
- Notes complémentaires sur l'« Atalaya » de l’archiprêtre de Talavera, Bordeaux, 1926
- La Maurophilie littéraire en Espagne au XVIe siècle, Bordeaux, 1939